# Dendropanax latilobus
Dendropanax latilobus är en araliaväxtart som beskrevs av M.J.Cannon och Cannon. Dendropanax latilobus ingår i släktet Dendropanax och familjen Araliaceae. Inga underarter finns listade.